# محمد حسینی (نویسنده)
محمد حسینی نویسنده، پژوهشگر و ویراستار اهل ایران است.
متولد دوم اسفند ۱۳۵۰ تهران.

## فعالیت
در کارنامه ادبی محمد حسینی، ویراستاری، روزنامه‌نگاری مدیریت نشر و برگزاری جلسات متعدد ادبی دیده می‌شود. شب‌های تجربه از مهم‌ترین این جلسات در دهه هشتاد بود که ویژه علی اشرف درویشیان و محمد محمد علی و بهمن فرزانه برگزار شد و پس از آن اجازه ادامه نیافت. رمان «آبی تر از گناه» محمد حسینی جایزه ادبی گلشیری و جایزه مهرگان ادب (پکا) برای بهترین رمان سال ۱۳۸۳ را از آن خود کرد.
محمد حسینی از سال ۱۳۷۸ ویراستار و کارشناسان کتاب نشر ققنوس است و از سال ۱۳۸۷ تا آذر ۱۳۹۸ مدیریت تحریریه و دبیری بخش داستان نشر ثالث را بر عهده داشت که به تحول بنیادین این نشر که تا پیش از آن عمدتا با دریافت هزینه مجموعه شعر منتشر می‌کرد، منجر شد.
محمد حسینی که از شناخته شده‌ترین افراد در مدیریت نشر، ویرایش و تدریس ویراستاری است
از سال ۹۸ مدیریت نشر تازه تاسیس چهل کلاغ را برعهده داشته است. محمد حسینی بیش چهار دوره داوری بخش رمان جایزه بنیاد هوشنگ گلشیری، جایزه منتقدان مطبوعات، جایزه ادبی احمد محمود و دیگر جوایز معتبر ادبی را بر عهده داشته‌است.
توجه به زبان و به‌کارگیری شیوه‌های نو داستان‌نویسی و انعکاس تحلیلی رویدادهای جاری جامعه از مهم‌ترین ویژگی‌های آثار اوست. او نویسنده‌ای اجتماعی است و داستان‌هایش را عموما از زاویه‌دید ناظری می‌نویسد که جامعه و سیاست را می‌شناسد و تن به انفعال نمی‌دهد.
این نویسنده ایرانی، بنیانگذار خیریه اسفندگان کتاب است که هر ساله در یکی از روزهای اسفند با حضور و مدیریت جمعی نویسندگان صاحب‌نام  برگزار می‌شود و منافع حاصل از فروش به خیریه‌ای خوشنام و شناخته شده تحویل می‌شود.
محمد حسینی تدریس ویراستاری را با درس مبانی ویرایش داستان از سال هفتاد و هشت در هنرستان ادبیات داستانی آغاز کرده و در مراکز مختلف از جمله جهاد دانشگاهی، مؤسسه بهاران، مؤسسه خوانش، مؤسسه هفت اقلیم و… ادامه داده‌است.

## آثار
- ده داستان‌نویس (نشر دلوار)
- آبی‌تر از گناه (نشر ققنوس)
- یکی از همین روزها ماریا (نشر ققنوس)
- ریخت‌شناسی قصه‌های قرآن (نشر ققنوس)
- به دنبال فردوسی (نشر ققنوس)
- به دنبال امیرکبیر (نشر ققنوس)
- نمی‌توانم به تو فکر نکنم سیما (نشر ثالث)
- قصه‌های شاهنامه (نشر کتاب پارسه)
- ویرایش و اهمیت آن در آثار کودک و نوجوان (کانون پرورش فکری کودک و نوجوان)
- کنار نیا مینا (نشر ثالث)
- آن‌ها که ما نیستیم (رمان) نشر ثالث
- مبانی ویرایش و مقدمه زبان داستان. نشر ثالث
- زمستان سرزده (رمان) نشر چهل‌کلاغ
- ویرایش و زبان داستان. نشر چهل‌کلاغ
- خاطرات تاج السلطنه. (مقدمه و تصحیح). نشر چهل‌کلاغ

## جوایز
- رمان «آبی تر از گناه» جایزه هوشنگ گلشیری و جایزه مهرگان ادب (پکا) بهترین رمان سال ۱۳۸۴.
- رتبه دوم پژوهش از دومین جشنواره قصه‌های قرانی برای ریخت‌شناسی قصه‌های قرآن
- اثر برگزیده جشنواره رشد برای «به دنبال فردوسی»
- «داستان‌های شاهنامه» بهترین کتاب کودک و نوجوان به انتخاب خوانندگان. اولین دوره جایزه کتاب هفتان. ۱۳۹۵
- جایزه کتاب سال استان قزوین برای رمان «آن‌ها که ما نیستیم». ۱۳۹۶